# Edward Theodore Compton

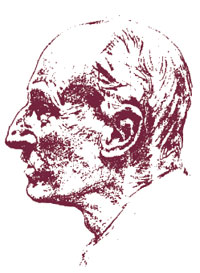
Edward Theodore Compton.

Edward Theodore Compton, född den 27 juli 1849 i London, död den 22 mars 1921 i Feldafing i Bayern, var en engelsk-tysk målare.
Compton, som studerade på engelska konstskolor och därefter bosatte sig i Tyskland (från 1874 vid Starnbergsjön), vann ett namn som alpmålare och i den egenskapen utvecklade en stor produktivitet, inte minst med vackra akvareller; 1910 utkom i Berchtesgaden en mapp med akvareller av Compton. Han målade också en del bilder med motiv från Norge och Italien med flera länder.